# 越知川
越知川（おちがわ）は、兵庫県中部を流れる河川で、二級水系市川の支流である。兵庫県神崎郡神河町の千が峰麓を源流とし、同町を流れる水質がよく、アユ釣りで知られている。

## 概要
県道岩屋生野線にそっての山あいを流れる比較的小さな川であるが、流域に汚染源や人口が少ないことから水は澄み、清流を保っている。そのためこの川のアユは小型ながら美味しいと言われる（釣り期：6月上旬 ～9月上旬）。初夏には蛍が飛び交い、盛夏は清流の淵は地元の少年達の格好の水遊び場・水泳場と化する。澄んだ淵に潜れば、アユやアマゴの群れが銀鱗を翻し、少年達が無心に魚影と戯れる姿を日々目にすることができる。
流域である神河町は、林業で栄えた町であり、1955年（昭和30年）3月31日、大山・越知谷・粟賀3村が合併、神崎町が設置された。越知谷は耐火煉瓦用ろう石の産地であり、スギ・ヒノキのよく手入れされた人工林と越知川の清流の織り成す佇まいが美しい。近年、農林業の衰退とともに過疎化が進み、町を上げ周囲の類まれなる自然と清流を売り物に観光にも力を入れている。
また近年、越知谷小学校の少し手前の川の駅向かいにはろう石鉱山跡地の岩盤から湧き出す天然のミネラル分を多く含んだ「越知ヶ峰名水」水汲み場が新しく整備され、人気を集めている。そのすぐ前に水の深くよどんでいる淵がある。ここは曲淵ともいうが、別名椀貸渕ともい、柳田國男がその著書「隠れ里」にこう書き記している。
「自分の郷里兵庫県神崎郡越智谷村の南にも、山の麓に曲淵一名椀貸淵というとことがあって、淵の中央に大きな岩がある。昔は椀を借りたいと思うものは、前夜にこの淵に向かい、数をいって頼んでおくと、次の朝は必ずこの岩の上に、そのとおりの椀が出してあった。後の椀ひとつ毀して返したものがあってから、絶対に貸さぬようになったといい、なおこの淵は、底が龍宮に通じているということであった。」と。これは日本各地に伝承される椀貸伝説の一つである。
川への飛び込みといえば長良川の支流が有名だが、ここ椀貸淵でも少年達による飛込み風景が夏になれば一日中繰り広げられる。また、神姫バスと神河町観光協会が共同で主催する越知川名水街道自転車下りができる。これは川沿いの約20キロを行き（上り）はバスを利用し、帰り（下り）は自転車で戻るというものである（4〜11月 料金は一人1,300円 バス・保険・レンタサイクル代込み）。

## 流域の観光地
- 千ヶ峰（1,006m 東播磨最高峰）
- 笠形山
- 大石山
- 新田ふるさと村
- 越知谷鉱山
- 不動の滝

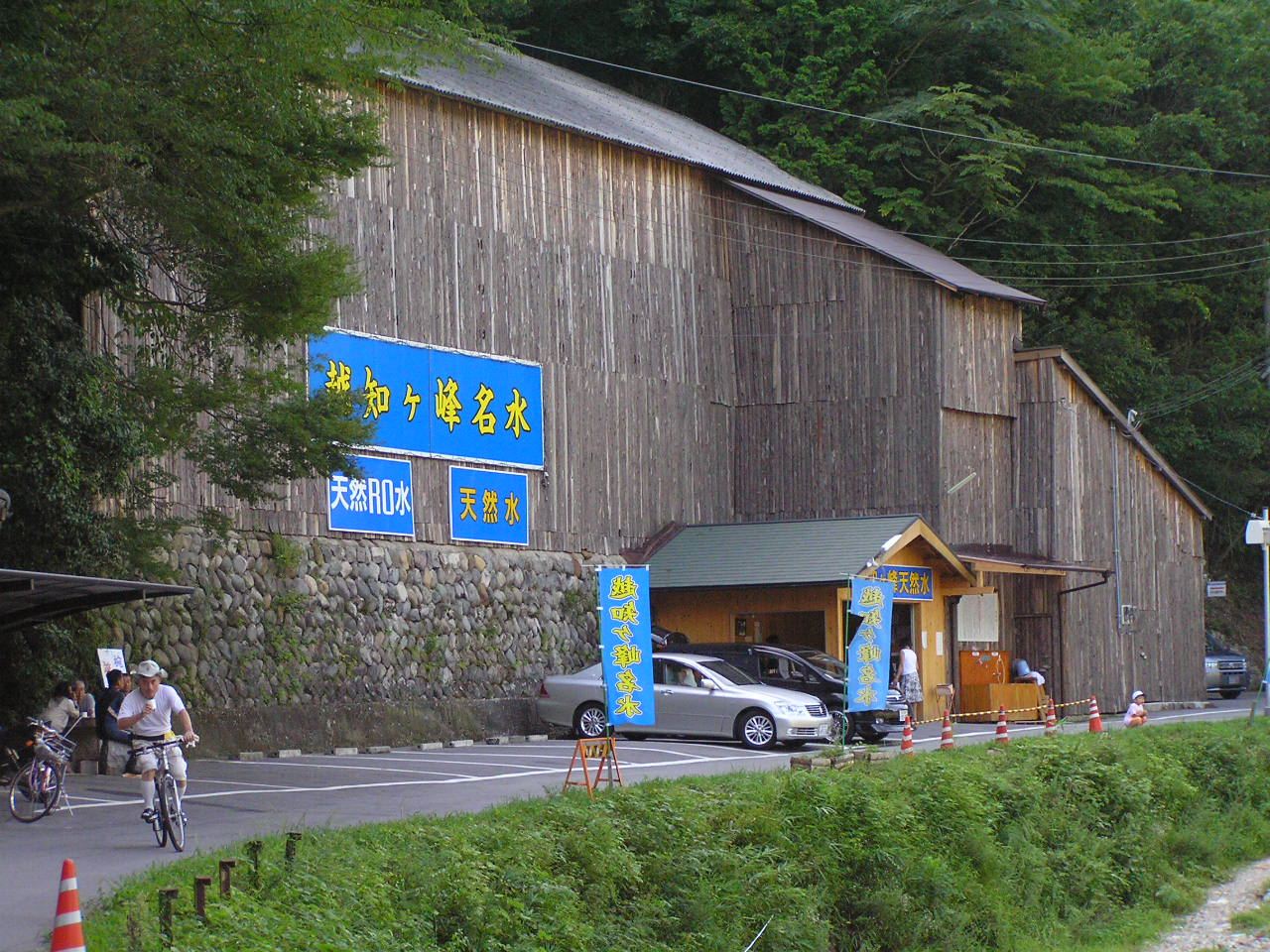
越知ヶ峰名水

- 大歳六社神社（「大杉さん」と呼ばれる、県指定文化財にもなっている樹齢800年の杉がある）
- 椀貸淵
- 越知ヶ峰名水
- かんざきピノキオ館
- 松か井の水（加美山崎線の高坂峠旧道の高坂峠より多可町加美区側にある名水）

## 交通アクセス
自動車：中国自動車道福崎インターチェンジ、播但連絡道路・神崎南Rから10km（約15分）